# ℃-ute Cutie Circuit 2012 〜9月10日は℃-uteの日〜
『℃-ute Cutie Circuit 2012 〜9月10日は℃-uteの日〜』（キュート キューティーサーキット2012 くがつとおかはキュートのひ）は、2012年9月10日（渋谷・SHIBUYA-AX）と9月15日（名古屋・ダイアモンドホール）に開催された℃-uteのイベントである。2012年12月26日DVDのみ発売。発売元はゼティマ。

## 概要
今回は初めて℃-uteの日を二カ所で行うことになり、9月15日に名古屋ダイアモンドホールで昼夜2公演を行った。
例年通り抽選参加方式に戻り、シングル「会いたい 会いたい 会いたいな」初回限定版に封入された応募券で抽選に応募（応募時に参加希望公演を東京公演・名古屋昼公演・名古屋夜公演から選択）することになっていた。
今回の「中禅寺ナキ子」コーナーには、DJマイマイ&MCチッサー&MCカッパーのコーナーが前年で終了したため、3人が新キャラクターとして登場した。

## DVD
『℃-ute Cutie Circuit 2012 〜9月10日は℃-uteの日〜』（2012年12月26日）
1. OPENING
2. まっさらブルージーンズ
3. 会いたい 会いたい 会いたいな
4. 最高ミュージック
5. MC1
6. 江戸の手毬唄II
7. MC2
8. 通学ベクトル（愛理）
9. ディスコ クイーン（萩原）
10. 演歌歌手「中禅寺ナキ子」のコーナー
11. レインボーピンク（萩ピンク・あいりピンク）
12. 晴れのプラチナ通り（中島）
13. Lonely girl's night（矢島）
14. 僕らの輝き（岡井）
15. わっきゃない(Z)
16. MC3
17. 悲しきヘブン
18. Kiss me 愛してる
19. JUMP
20. いざ、進め! Steady go!
21. ENCORE：「忘れたくない夏」
22. ENCORE：MC4
23. ENCORE：SHINES